# Кръвен тест
Кръвният тест е лабораторен анализ направен от взета кръвна проба, обикновено от вена на ръката, като се използва игла, или чрез убождане на пръст. Кръвните тестове са често използвани в здравеопазването с цел да бъдат определени физиологични и биохимични състояния като болести, минерално съдържание, ефективност на лекарства и функционирането на органи. Това е метод за лабораторна диагностика, който позволява да се оцени работата на вътрешните органи (черен дроб, бъбреци, панкреас, жлъчен мехур и др.), да се получите информация за метаболизма (метаболизъм на липиди, протеини, въглехидрати), да се установи необходимостта от микроелементи. Кръвни проби се използват също и при тестовете за наркотици, за да бъде установена злоупотреба с тях.

## Показания за провеждане
- Контрол на здравето (поне веднъж годишно). Необходимо е да се гарантира, че през годината общото количество кръв, взето от човек, включително за диагностични цели, не надвишава скоростта на образуване на еритроцити.
- Прекарани инфекциозни или соматични заболявания.

## Извършване на теста
Преди взимането на човешка кръв за анализ се извършват необходимите подготвителни стъпки. На ръката над лакътя се завързва и стяга специален турникет. Мястото за вземане на кръв се обработва предварително с антисептик, за да се предотврати инфекция. Във вената се вкарва игла и след като лакътната вена се напълни с кръв, се взема кръв. Ако е невъзможно да се вземе кръв от лакътната вена, се взема кръв от други вени, достъпни за изследване и фиксиране. Кръвта се излива в епруветка и се изпраща в биохимичната лаборатория.

## Видове
- Биохимичен анализ
- Молекулярни профили
- Клетъчна оценка

## Биохимичен анализ

### Често използвани съкращения
След приключване на анализ на кръвен тест, пациентите могат да получат доклад със съкращения на показателите от теста. Примери за често срещани съкращения на кръвен тест са показани по-долу.
| Съкращение    | Пълно име                                           | Описание |
| ------------- | --------------------------------------------------- | --- |
| HDL           | Липопротеини с висока плътност („добър холестерол“) | Ниво на „добър холестерол“ в кръвта (съотношението HDL:LDL обикновено е по-значимо от действителните стойности)                                                                        |
| LDL           | Липопротеини с ниска плътност („лош холестерол“)    | Ниво на „лош холестерол“ в кръвта (съотношението HDL:LDL (съотношението HDL:LDLобикновено е по-значимо от действителните стойности)                                                    |
| PV            | Синдром на хипервискозитет                          | Плазмена вискометрия (PV) е измерването на вискозитета на кръвната плазма. Крайният резултат е число, дадено в милипаскал секунди (m.Pas.s) – известно като PV или плазмен вискозитет. |
| CRP           | C-реактивен белтък                                  | Ниво на възпаление с тялото. Ако имунната система се бори с инфекция или заболяване, CRP ще бъде по-висок.                                                                             |
| CBC (UK: FBC) | Кръвна картина (UK: Пълна кръвна картина)           | Анализ на 15 различни показатели на кръвен тест за предоставяне на информация за цялостното здраве.                                                                                    |
| TSH           | Тиреотропин                                         | Щитовидната жлеза регулира функцията на метаболизма. Ниските нива могат да доведат до загуба на тегло, докато високите нива водят до наддаване на тегло.                               |
| PTH           | Паратироиден хормон                                 | Регулира серумния калций |
| ESR           | Скорост на утаяване на еритроцитите                 | Показва времето, необходимо на червените кръвни клетки да се придвижат надолу по тръбата. Това показва признаци на възпаление в тялото.                                                |
| INR           | Протромбиново време                                 | Това е тест за съсирване на кръвта. |
| LFT           | Тест за чернодробна функция                         | Този тест разкрива нивата на отпадъчни продукти, ензими и протеини, които се обработват от черния дроб.                                                                                |
| U+E           | Урея и електролити                                  | Този тест се извършва за измерване на функцията на бъбреците. |
| CMP           | Изчерпателен метаболитен панел                      | Този анализ дава цялостна картина на метаболизма и химичния баланс на тялото. |
| WBC           | Левкоцити                                           | Нивото на белите кръвни клетки. |
| RBC           | Еритроцити                                          | Нивото на червените кръвни клетки. |
| HBC, Hg, Hgb  | Хемоглобин                                          | Ниво на молекулите на хемоглобина. |
| HCT           | Хематокрит                                          | Подобно на RBC, но в проценти. |
| PLT           | Тромбоцити                                          | Нива на тромбоцитите в кръвта. |

### Нормални (референтни) стойности
Резултатите от кръвните тестове винаги трябва да се интерпретират, като се използват диапазоните, предоставени от лабораторията, извършила теста. Примерни диапазони са показани по-долу.

#### Общи
| Параметър                                               | Нормални стойности            | Нормални стойности | Нормални стойности | Нормални стойности | Коментар |
|                                                         | Общи                          | Мъже               | Жени               | Мерна единица      |          |
| ------------------------------------------------------- | ----------------------------- | ------------------ | ------------------ | ------------------ | -------- |
| Глюкоза (на гладно)                                     | 3,9…5,8 3,33…5,55 – от пръста | –                  | –                  | mmol/L             | 1        |
| Глюкоза (на гладно)                                     | 70…120                        | –                  | –                  | mg/dL              |          |
| Урея (Карбамид)-N                                       | 2,5…6,4                       | –                  | –                  | mmol/L             | 2        |
| Карбамид (Урея)-N                                       | 15 – 20…40 – 45               | –                  | –                  | mg/dL              |          |
| Креатинин                                               | 53…106                        | 62…115             | 44…97              | μmol/L             | 3        |
| Креатинин                                               | –                             | 0,7…1,4            | 0,6…1,2            | mg/dL              |          |
| Холестерол C27H46O                                      | 3,6…7,8                       | –                  | –                  | mmol/L             | 4        |
| Холестерол                                              | 140…200                       | –                  | –                  | mg/dL              |          |
| Липопротеини с висока плътност HDL („добър холестерол“) | 40…59                         | > 35               | > 42               | mg/dL              | 5        |
| Липопротеини с висока плътност HDL („добър холестерол“) | –                             | 0,72…1,63          | 0,86 – 2,28        | mmol/L             |          |
| Липопротеини с ниска плътност LDL („лош холестерол“)    | < 155                         | –                  | –                  | mg/dL              |          |
| Липопротеини с ниска плътност LDL („лош холестерол“)    | –                             | 2,02…4,79          | 1,92 – 4,51        | mmol/L             | 6        |
| Коефициент на атерогенност Ka                           | ≤ 3                           | –                  | –                  | –                  | 7        |
| Триглицериди                                            | 60…180                        | –                  | –                  | mg/dL              | 8        |
| Хемоглобин HBC                                          | 12…20                         | 13,5…18            | 12…16              | g/dL               | 9        |
| Хемоглобин HBC                                          |                               | 8,4…11,17          | 7,4…9,9            | mmol/dL            |          |
| Миоглобин                                               | < 70                          | 21…98              | 19…56              | ng/mL              | 10       |
| Общ протеин                                             | 6,0…8,0                       | –                  | –                  | g/dL               | 11       |
| Билирубин общ C33H36O6N4                                | 8,5…20,55                     | –                  | –                  | μmol/L             | 12       |
| Билирубин общ                                           | 0,2…1,2                       | –                  | –                  | mg/dL              |          |
| Фруктозамин                                             | 2,0…2,8                       | –                  | –                  | mmol/dL            | 13       |
| Билирубин директен                                      | < 0,3                         | –                  | –                  | mg/dL              | 14       |
| Тропонин                                                | 0,01…0,08                     | –                  | –                  | ng/mL              | 15       |
| Лактат                                                  | < 16                          | –                  | –                  | mg/dL              | 16       |
| Пикочна киселина C5H4N4O3                               | 2,0…6,8                       | 3,6…6,5            | 2,5…6,5            | mg/dL              | 17       |
| Пикочна киселина                                        | –                             | ≤ 420              | ≤ 380              | μmol/L             | [ 3 ]    |
| Натрий Na                                               | 134…145                       | –                  | –                  | mmol/L             | 18       |
| Калий1 К                                                | 3,5…5,0                       | –                  | –                  | mmol/L             | 19       |
| Калций Ca                                               | 2,2…2,6                       | –                  | –                  | mmol/L             | 20       |
| Хлор Cl                                                 | 95…110                        | –                  | –                  | mmol/L             | 21       |
| Магнезий Mg                                             | 0,7…1,0                       | –                  | –                  | mmol/L             | 22       |
| Желязо Fe                                               | –                             | 80…180             | 60…160             | µg/dL              | 23       |
| Феритин                                                 | –                             | 35…217             | 23…110             | µg/L               | 24       |
| Фосфор P                                                | 2,5…4,6                       | –                  | –                  | mg/dL              | 25       |
| Амоняк NH3                                              | –                             | 28…80              | 20…65              | µg/dL              | 26       |
| Остатъчен азот в кръвта (непротеинов азот в кръвта)     | 14,3…28,6                     | –                  | –                  | mmol/L             | 27       |
| Алкохол в кръвта                                        | 0                             | –                  | –                  | ‰                  | 28       |
| Гломерулна филтрация                                    | –                             | > 95               | > 85               | mL/min             | 29       |
| Молалност (осмолалност)                                 | 280…300                       | –                  | –                  | mosm/kg            | 30       |

Коментар
1 – Глюкоза („кръвна захар“). Повишеното ниво на глюкоза показва нарушен глюкозен толеранс или заплаха от захарен диабет, което изисква консултация с ендокринолог.

2 – Урея (Карбамид) е крайният продукт от обмяната на белтъците. Произвежда се основно в черния дроб, но може да се образува и от бързо растящи тъкани (напр. ембрионална или туморна). Приемливите стойности са 1,7 – 8,3 милимола на литър и зависят от възрастта: 
| Възраст  | Стойност (mmol/L) | Стойност (mg/dL) |
| -------- | ----------------- | ---------------- |
| до 1 г.  | < 6,8             | < 41             |
| 1—18 г.  | < 6,47            | < 39             |
| 18—60 г. | < 7,14            | < 43             |
| 60—90 г. | < 8,13            | < 49             |

Превишаването на тези показатели показва недостатъчна бъбречна екскреторна работа и нарушена филтрация. Увеличаването на уреята в кръвта до 16–20 mmol/L (изчислено като урея азот) се класифицира като умерена бъбречна дисфункция, до 35 mmol/L – като тежка; над 50 mmol/L – много тежка, с лоша прогноза. При остра бъбречна недостатъчност концентрацията на урея в кръвта може да достигне 50 – 83 mmol/L.  Причини за повишена урея могат да бъдат още: кървене от гастроинтестиналния тракт, сърдечна недостатъчност, артериална хипертония, дехидратация, масивна тъканна увреда (тежка инфекция, ракови заболявания и др.). Стойностите на уреята могат да бъдат понижени при бедна на белтъчини диета, хиперхидратация, тежко чернодробно заболяване. 
3 – Креатининът се разглежда в комбинация с уреята и също е показател за бъбречната функция.
4 – Холестерол или холестерин е органично съединение, естествен мастен (липофилен) алкохол, съдържащ се в клетъчните мембрани на всички животински организми. Когато се анализира биохимията на кръвта, нивата на холестерола се отразяват в следните параметри: общ холестерол, холестерол-HDL (липопротеин с висока плътност, HDL), холестерол-LDL (липопротеин с ниска плътност, LDL), триглицериди. Препоръчителното ниво на общия холестерол е < 5 mmol/L. Високите нива на холестерол сигнализират за заплахата от атеросклероза. За холестерол 1 mmol/L е 38,665 mg/dL.
5 – Липопротеините с висока плътност (ЛПВП, HDL) има антиатерогенни свойства. Тъй като високите нива на HDL значително намаляват риска от атеросклероза и други сърдечно-съдови заболявания, HDL холестеролът понякога се нарича „добър холестерол“ (алфа-холестерол). Изследвания в САЩ и Германия определят стойност на HDL-C по-малка от 40 mg/dL като независим рисков фактор за коронарна болест на сърцето. Дори при нормален общ холестерол (под 200 mg/dL) може да има повишен риск от атеросклероза, ако HDL-холестеролът е под 40 mg/dL за мъжете и под 50 mg/dL за жените. Високото съдържание на HDL над 60 mg/dL (1,55 mmol/L) защитава срещу развитието на сърдечно-съдови заболявания. По принцип се приема, че повишаването на нивата на HDL-C с един процентен пункт намалява риска от сърдечно-съдови събития с поне един процент. 
6 – Липопротеините с ниска плътност (ЛПНП, LDL) пренасят в организма холестерол, триглицериди, каротиноиди, витамин Е и техните повишени нива могат да причинят мастни отлагания в стените на кръвоносните съдове (обикновено в артериите). Затова се наричат „лоши“ нискомолекулни липопротеини или „лош холистерол“.

Препоръчителни рамки за нивото на ЛПНП са разработени от Американската сърдечна асоциация, Националните здравни институти и NCEP през 2003 г.
| Ниво мг/дл   | Ниво ммол/л      | Интерпретация |
| ------------ | ---------------- | --- |
| < 70 < 100 . | < 1,81 < 2,586 . | Идеално ниво за лица с висок риск от сърдечно-съдови заболявания. Идеално ниво за здрави хора. Понижен риск от ИБС, но рядко се постигат при възрастни. |
| 100 – 129    | 2,586 – 3,362    | Добро ниво. |
| 130 – 159    | 3,362 – 4,138    | Средно ниво. |
| 160 – 189    | 4,138 – 4,9      | Високо ниво. Препоръчително е да се използва диета за понижаване под 3,362 mmol/L, което може да доведе до депресивни разстройства, повишен риск от инфекциозни и онкологични заболявания. Ако високото ниво се запази продължително време, се препоръчва да се обмисли лекарствена терапия. . |
| > 190        | > 4,9            | Много високо ниво, висок риск от ИБС. Наложителна е терапия с лекарства. |

За хора с висок риск от сърдечно-съдови заболявания може да бъдат намалени числата на всички нива. Концентрациите са само препоръчителни и са разработени на основата на понижената смъртност от сърдечно-съдови заболявания (по-малко от 2 – 3 % на година или 20 – 30 % за 10 г.) на ограничен избор на лица с такова ниво на ЛПНП. Някои индивиди и цели групи хора могат да имат много високи концентрации на LDL, които не са свързани с никакъв риск. Според ред нови изследвания влиянието на „лошите“ нискомолекулни липопротеини върху сърдечно-съдовите заболявания е спорно. 

Факторите, които повишават нивото на „лошия“ холестерол, включват: тютюнопушене; наднормено тегло или затлъстяване, преяждане; хиподинамия или недостатъчна физическа активност; нездравословна диета с високо съдържание на транс-мазнини (съдържащи се в частично хидрогенирани мазнини), високо съдържание на въглехидрати в храната (особено лесно смилаеми, като сладкиши и сладкарски изделия), недостатъчно фибри и пектини, липотропни фактори, полиненаситени мастни киселини, микроелементи и витамини; стагнация на жлъчката в черния дроб с различни нарушения в работата на този орган (също води до холелитиаза) – възниква при злоупотреба с алкохол, някои вирусни заболявания, прием на някои лекарства; някои ендокринни нарушения – захарен диабет, хиперсекреция на инсулин, хиперсекреция на хормони на надбъбречната кора, дефицит на тиреоидни хормони, полови хормони.

Повишено ниво на „лош холестерол“ може да се наблюдава и при някои заболявания на черния дроб и бъбреците, придружени от нарушение на биосинтеза на „правилните“ липопротеини в тези органи. Той може да бъде и наследствен, наследен поради някои форми на така наречената „фамилна дислипопротеинемия“. В тези случаи пациентите обикновено се нуждаят от специална лекарствена терапия.

Факторите, които понижават нивото на „лошия холестерол“, включват физическо възпитание, спорт и като цяло редовна физическа активност, спиране на тютюнопушенето и консумация на алкохол, храна, съдържаща малко наситени животински мазнини и лесно смилаеми въглехидрати, но богата на фибри, полиненаситени мастни киселини, липотропни фактори (метионин, холин, лецитин), витамини и микроелементи.
7 – Коефициент на атерогенност (Ка) – числен показател за степента на риска от развития на атеросклероза у човека. Изчислява се по формулата: {\displaystyle Ka={\frac {H-HDL}{HDL}}}, където {\displaystyle H} е общият холестерол, {\displaystyle HDL} – „добрият“ холестерол-ЛПВП. Нормата е не повече от 3.
8 – Триглицеридите са естествени органични съединения, пълни естери на глицерина и едноосновни мастни киселини; принадлежат към класа на липидите. В живите организми те изпълняват структурни, енергийни и други функции. Нормалните стойности на триглицеридите силно зависят от възрастта и пола. В приложената таблица те се измерват в mmol/L.

| Възраст    | Мъже        | Жени        |
| ---------- | ----------- | ----------- |
| до 10 г.   | 0,34 – 1,13 | 0,40 – 1,24 |
| 10 – 15 г. | 0,36 – 1,41 | 0,42 – 1,48 |
| 15 – 20 г. | 0,45 – 1,81 | 0,40 – 1,53 |
| 20 – 25 г. | 0,50 – 2,27 | 0,41 – 1,48 |
| 25 – 30 г. | 0,52 – 2,81 | 0,42 – 1,63 |
| 30 – 35 г. | 0,56 – 3,01 | 0,44 – 1,70 |
| 35 – 40 г. | 0,61 – 3,62 | 0,45 – 1,99 |
| 40 – 45 г. | 0,62 – 3,61 | 0,51 – 2,16 |
| 45 – 50 г. | 0,65 – 3,70 | 0,52 – 2,42 |
| 50 – 55 г. | 0,65 – 3,61 | 0,59 – 2,63 |
| 55 – 60 г. | 0,65 – 3,23 | 0,62 – 2,69 |
| 60 – 65 г. | 0,65 – 3,29 | 0,63 – 2,70 |
| 65 – 70 г. | 0,62 – 2,94 | 0,68 – 2,71 |

9 – Хемоглобинът (HBC, Hb, Hgb) изпълнява като основна функция пренасянето на кислород в организма. Той може да показва състояние на хидратация. Съотношението на мерните единици е 1 g/dL ≈ 0,6206 mmol/L. Норми за други групи: 
- Новородени бебета: 19 g/dL или 11,8 mmol/L.
- Деца: 11 до 16 g/dL или 6,83 до 9,93 mmol/L.
- Бременни жени: 11 до 14 g/dL или 6,83 до 8,69 mmol/L. За примливи се считат и стойности от 9,5 до 15 g/dL по време на бременност. Нормалните стойности на хемоглобина през 1 и 3 тримесечие на бременните жени трябва да бъдат най-малко 11 g/dL и най-малко 10,5 g/dL през 2 тримесечие. [13]

Стойността на хемоглобина е определяща за одобрение за кръводаряване. Мъжете трябва да имат минимална стойност 8,4 mmol/L (13,5 g/dL), а жените 7,8 mmol/L (12,5 g/dL), за да бъдат одобрени за донори от лекаря. В някои части на Германия мъжете с Hb > 11,2 mmol/L (18,0 g/dL) вече нямат право да даряват (12/2006). Стойността на Hb се определя с помощта на електронно измерващ Hb фотометър. Ако нивото на Hb се повиши, се препоръчва допълнителен прием на течности преди даряването.

Дефицитът на хемоглобин в организма причинява дефицит на кислород (хипоксия) и нарушения на снабдяването с кислород (исхемия). Причините за ниския хемоглобин са различни: апластична анемия, желязодефицитна анемия, хранителни дефицити, заболявания на костния костния мозък, загуба на кръв, химиотерапия, хронична бъбречна болест, хипотиреоидизъм, атипичен хемоглобин, лимфом на Ходжкин, миелом, цироза, СПИН, рак, левкемии и други. 

Повишеното съдържание на хемоглобин в кръвта е свързано с увеличаване на броя или размера на червените кръвни клетки (еритроцити) – за компенсиране хронично ниски нива на кислород в кръвта. Това увеличение може да бъде причинено от: сърдечно-съдови и белодробни заболявания (вродено сърдечно заболяване при възрастни, сърдечна недостатъчност, белодробна фиброза, емфизема, хронично обструктивно белодробно заболяване), твърде много еритропоетин, дисфункция на костния мозък, истинна полицитемия, рак на бъбреците или черния дроб и други. Висок хемоглобин може да има и при пребиваване на голяма височина, поради тютюнопушене, прием на наркотици или еритропоетин. 
10 – Миоглобинът е мускулен хемоглобин, съдържащ се в скелетната и сърдечна мускулатура. Човешкият миоглобин може да свързва до 14 % от общото количество на кислород в оргранизма, което има голямо значение за снабдяването на работещите мускули с кислород. Повишаването на концентрацията на миоглобин в кръвния серум на бозайници показва рабдомиолиза и може да се използва като индикатор за инфаркт. Миоглобинът се увеличава когато скелетните мускули са повредени (екстремен спорт, при епилептични припадъци, множество травми, токов удар, интрамускулни инжекции, алкохолна интоксикация, мускулни заболявания. Силно повишените концентрации на миоглобин могат да доведат до остра бъбречна недостатъчност (смачкване на бъбрек). Съдържанието на желязо е мярка за съдържанието на миоглобин.
11 –
12 – Общият билирубин е един от жлъчните пигменти и продукт на разграждането на хемоглобина в макрофагите на далака, черния дроб и костния мозък. Открива се в кръвта на здрави хора с обща серумна концентрация, която обикновено не надвишава 1 – 1,3 mg/dL (17,1 – 22,2 μmol/L). Тази концентрация е физиологично по-висока при деца до 1-месечна възраст, особено при недоносени бебета. При последните нормалната концентрация може да достигне дори 16 mg/dL (273,6 μmol/L) за 3 – 5 дни от живота. Точните референтни стойности се определят от лабораторията в зависимост от използваната методология и възрастта на пациента. Приемливи са стойности < 1,4 mg/dL. Повишаването на нивото му над 27 μmol/L е придружено от появата на жълтеница. 
Повишените нива на билирубин са известни като хипербилирубинемия. При пациентите конюгираният билирубин може да премине в урината. Това състояние се нарича холурия. 

17 – Пикочната киселина е антиоксидантът с най-висока концентрация в човешката кръв. Осигурява над половината от антиоксидантния капацитет на кръвната плазма. Така подобрява физиологията на организма и работата на имунната система, като го предпазва от вируси, патогенни бактерии и токсични вещества. По-високи нива от нормалните могат да бъдат открити при хора, които консумират повече захар.,

Допустимата стойност е 2,0 – 8,3 милимола на литър. Превишаването на този показател показва недостатъчна бъбречна екскреторна работа и нарушена филтрация. Повишеното съдържание на пикочна киселина в човешкото тяло (кръв) е хиперурикемия. При хиперурикемия са възможни точкови (подобни на ухапвания от комари) прояви на алергии. Повишена концентрация на пикочна киселина се наблюдава при около една трета от общото население на планетата. 

Отлаганията на кристали на натриев урат (пикочна киселина) в ставите, сухожилията и околните тъкани се наричат подагра. 

#### Ензими
| Параметър | Нормални стойности | Нормални стойности | Нормални стойности | Нормални стойности |
| | Общи               | Мъже               | Жени               | Мерна единица      |
| --- | ------------------ | ------------------ | ------------------ | ------------------ |
| Аланин-Аминотрансфераза ALT/GPT (25 °C) |                    | < 23               | < 19               | U/L                |
| Аланин-Аминотрансфераза ALT/GPT (37 °C) | < 50               |                    |                    | U/L                |
| Аспартат-Аминотрансфераза AST/GOT (25 °C) |                    | < 19               | < 15               | U/L                |
| Аспартат-Аминотрансфераза AST/GOT (37 °C) | < 52               |                    |                    | U/L                |
| Алкална фосфатаза (25 °C) |                    | 70…175             | 60…170             | U/L                |
| Алкална фосфатаза (37 °C) |                    | < 130              | < 105              | U/L                |
| Холинестераза CHE (25 °C) | 3500…8500          |                    |                    | U/L                |
| Холинестераза CHE (37 °C) | 4900…12000         |                    |                    | U/L                |
| Креатин-киназа CK (37 °C) |                    | < 190              | < 167              | U/L                |
| Гама-глутамилтрансфераза (Гама-GT) (25 °C) |                    | 6…28               | 4…18               | U/L                |
| Гама-глутамилтрансфераза (Гама-GT) (37 °C) |                    | < 66               | < 39               | U/L                |
| Лактатдехидрогеназа LDH (25 °C) | 266…500            |                    |                    | U/L                |
| Лактатдехидрогеназа LDH (37 °C) | < 245              |                    |                    | U/L                |
| Липаза (37 °C) | < 60               |                    |                    | U/L                |
| Панкреас-амилаза (37 °C) | < 53               |                    |                    | U/L                |
| Всички ензимни дейности (анализи с единица U / L) зависят от температурата. В Германия новите референтни стойности от 37 ° C са в сила от 1 април 2004 г. |                    |                    |                    |                    |

#### Коагулация
Параметрите на коагулацията са показатели за съсирването на кръвта.
| Бързо                                              | 70…100  | %     |
| Международно нормализирано съотношение (INR)       | 1,00    |       |
| Активировано частично тромбопластиново време (PTT) | 26…36   | s     |
| Плазмено тромбиново време (PTZ)                    | 14…21   | s     |
| Фибриноген                                         | 180…350 | mg/dl |
| Антитромбин III (AT3)                              | 70…120  | %     |
| PFA – скорост на затвора, колаген / епинефрин      | 85…165  | s     |
| PFA – скорост на затвора, колаген / ADP            | 71…118  | s     |

#### Диференциална кръвна картина
Вижте също: Кръвна картина
| Левкоцити, общо                         | 4…10        | /nl |
| Неутрофилни гранулоцити, пръчковидни    | 3…5         | %   |
| Неутрофилни гранулоцити, сегментно ядро | 50…70       | %   |
| Базофилни гранулоцити                   | 0…1         | %   |
| Еозинофилни гранулоцити                 | 2…4         | %   |
| Лимфоцити                               | 20…45       | %   |
| Моноцити                                | 2…8         | %   |
| Анизоцитоза                             | отрицателни |     |
| Полихроматизъм                          | отрицателни |     |
| Ретикулоцити                            | 7…15        | ‰   |

### Молекулярни профили
- Протеинова електрофореза (обща техника – не е специфичен тест).
- Уестърн блот (обща техника – не е специфичен тест).

Понякога се нарича протеинов имуноблот или Western blot и е широко използвана аналитична техника в молекулярната биология и имуногенетика за откриване на специфични протеини в проба от тъканния хомогенат или екстракт.
- Тестове за чернодробна функция.
- Полимеразна верижна реакция (ДНК). Днес профилирането на ДНК е възможно дори при много малки количества кръв: това често се използва в криминалистиката, но сега също е част от диагностичния процес на много разстройства.
- Северно петно (РНК).
- Венерически болести.

### Клетъчна оценка
- Пълна кръвна картина.
- Хематокрит.
- MCV („среден корпускуларен обем“).
- Средна концентрация на корпускуларен хемоглобин (MCHC).
- Скорост на утаяване на еритроцитите (ESR).
- Кръстосано съвпадение. Определяне на кръвна група за кръвопреливане или трансплантации.
- Обикновено се вземат кръвни култури при съмнение за инфекция. Положителните култури и получените резултати от чувствителност често са полезни при насочване на медицинското лечение.